# Коридоры Брумиди

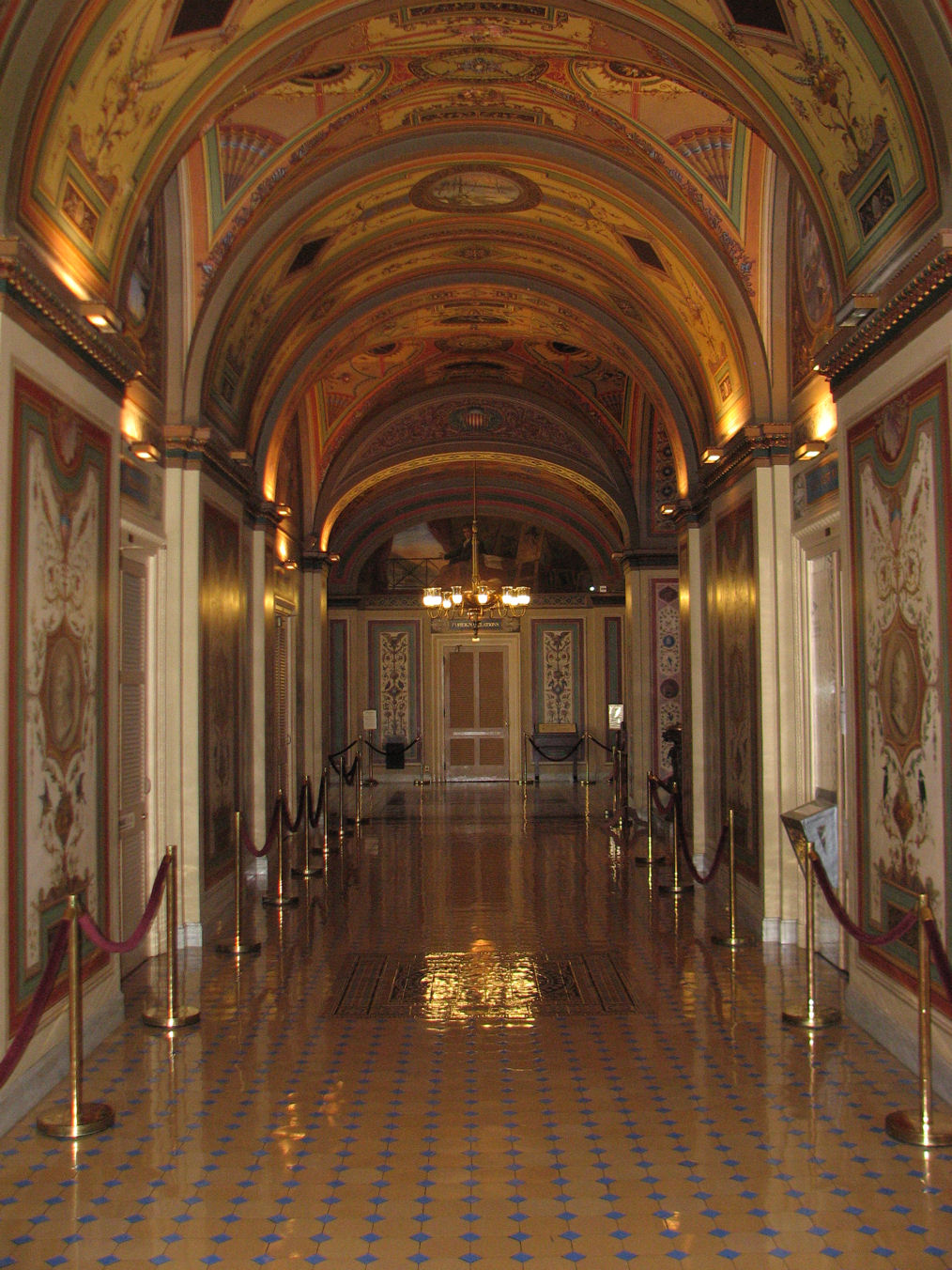
Коридоры Брумиди (2007 г.)

Коридоры Брумиди — сводчатые, богато украшенные коридоры на первом этаже крыла Сената в Капитолии Соединенных Штатов.
Названы в честь Константина Брумиди, который создал роспись стен, хотя многие элементы созданы также помощниками и другими художниками. Брумиди эмигрировал в Соединенные Штаты в 1852 году, и, доказав свое мастерство в 1855 году, провел большую часть времени, работая в Капитолии над фризом американской истории и Апофеозом Вашингтона в Ротонде, а также коридоры Брумиди.

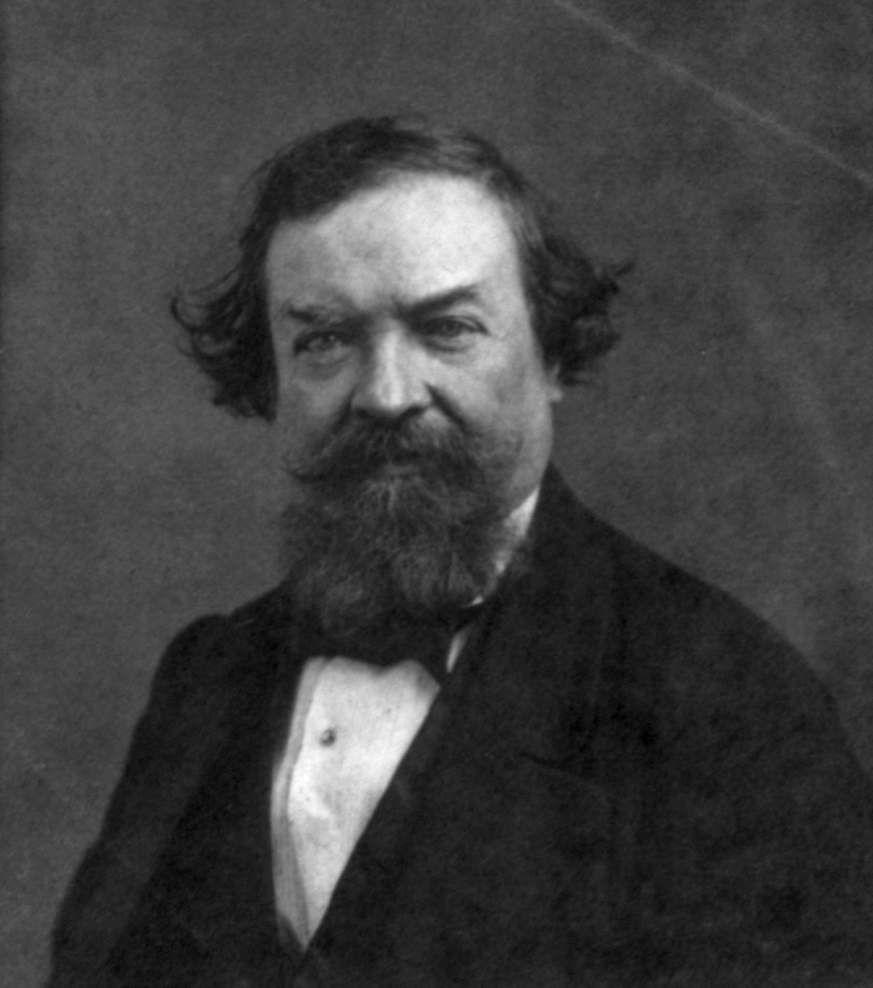
Константин Брумиди

Коридоры Брумиди были частью нового крыла, построенного архитектором Капитолия Томасом Уолтером между 1852 и 1859 годами. Брумиди начал проектировать коридоры в 1856 году. Декоративная роспись стен и потолков парадных коридоров выполнялась преимущественно между 1857 и 1859 годами. Брумиди добавил детали в 1860-х годах и расписал люнеты над дверными проемами в 1870-х годах. Хотя Уолтер предполагал однотонные стены, увешанные картинами, капитан Монтгомери С. Мейгс, начальник строительства, приказал Брумиди выполнить сложную декоративную схему, основанную на Лоджии Рафаэля в Ватикане . Классическое образование Брумиди в Риме дало ему глубокое понимание древнеримского, ренессансного и барочного стилей, символов и техник настенной росписи.
Брумиди разработал общий дизайн коридоров и руководил его исполнением художниками. Его непосредственными помощниками были Йозеф Ракеманн, Альберт Перучи и Людвиг Оденсе . Английский художник Джеймс Лесли расписал части стен и потолков коридоров, в том числе некоторых птиц и животных, скопированных с образцов, заимствованных из Смитсоновского института. Лесли также, вероятно, нарисовал трофеи музыкальных, морских, сельскохозяйственных и военных орудий на пересечении северного и западного коридоров и, возможно, монохромные люнеты трофеев возле трапезной. Руководителем художников-декораторов был Эммерих Карстенс.

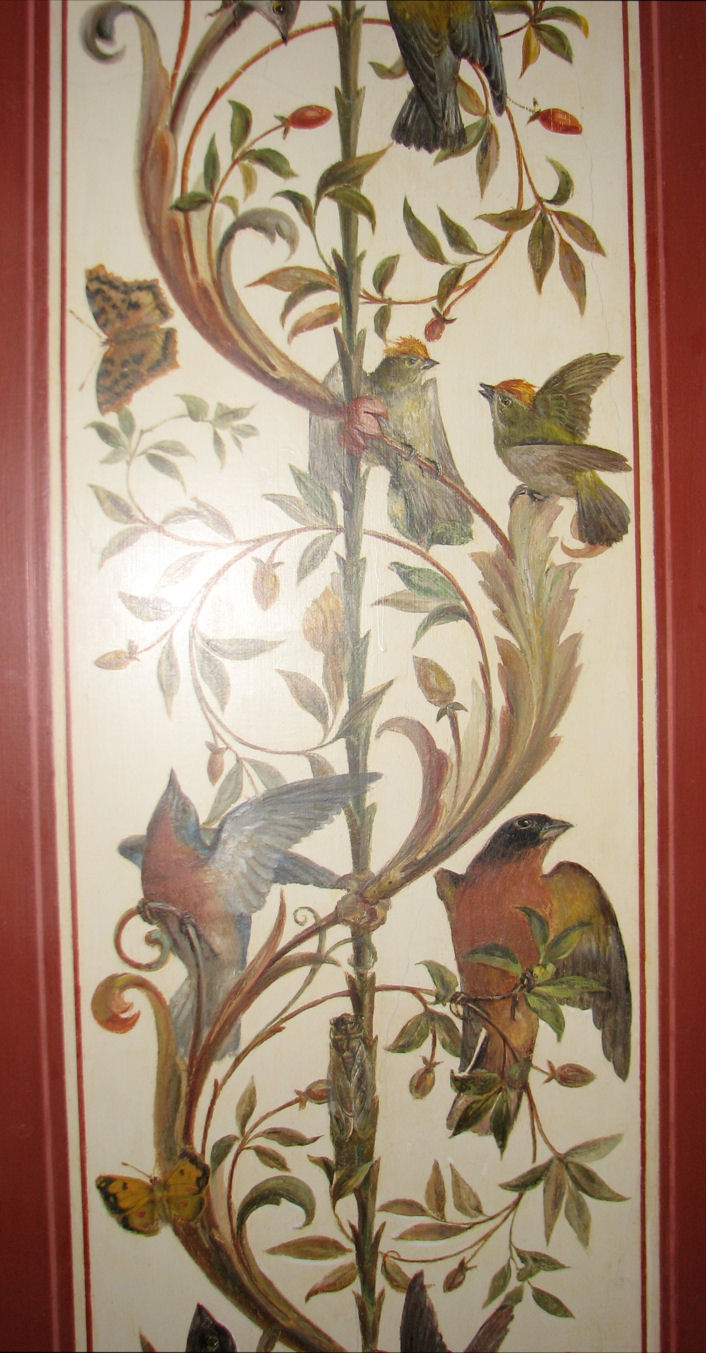
Фрагмент певчих птиц и бабочек в коридоре Брумиди.

В коридорах использовались различные техники. Брумиди создал портреты и исторические или аллегорические сцены в полукруглых люнетах над дверными проемами в сложной технике истинной фрески. Настенные украшения расписаны художниками-декораторами известковой фреской; вероятно, портреты писал сам Брумиди. Потолки расписывали водорастворимой темперой. В рамках панно, обрамленного лепниной, расположены симметричные конструкции из закручивающихся лоз, ваз и мифологических фигур. В эти классические мотивы Брумиди интегрировал американскую флору и фауну. На причудливо украшенных стенах можно увидеть удивительное разнообразие античных богов и богинь; птиц сотни разных видов; грызунов, включая бурундуков, белок и мышей; насекомых и рептилий; цветы и фрукты . На потолках среди красочных орнаментальных рамок вкраплены пейзажи и сельскохозяйственные орудия. Авторы живописных пейзажей и овальных пейзажей в стиле импрессионистов на потолке не задокументированы.
Сюжеты люнетов Брумиди над дверными проемами отражают функции комитетов, которые собирались в комнатах между 1873 и 1878 годами, когда они были написаны. В конце западного коридора находится «Власть сверяется с законом», тема которого связана с сенатским комитетом по пересмотру законов, располагавшегося в зале. Колумб и Индийская дева и Бартоломе де Лас Касас, которого называли «Апостолом индейцев», были нарисованы над дверями сенатского комитета по делам индейцев. Над нынешним помещением Комитета по ассигнованиям Сената, изначально занимаемым Комитетом по военным делам, находится Беллона, римская богиня войны. На потолке в северной части коридора на синих полях появляются знаки Зодиака . Вдоль стен Брумиди нарисовал монохромные профильные портреты известных первых американцев (Джона Хэнкока, Фрэнсиса Хопкинсона, Роберта Ливингстона, Роджера Шермана, Джона Джея, Чарльза Томсона, Чарльза Кэрролла из Кэрроллтона и Роберта Морриса), помещенные в медальоны, напоминающие рельефы, высеченные в камне. .

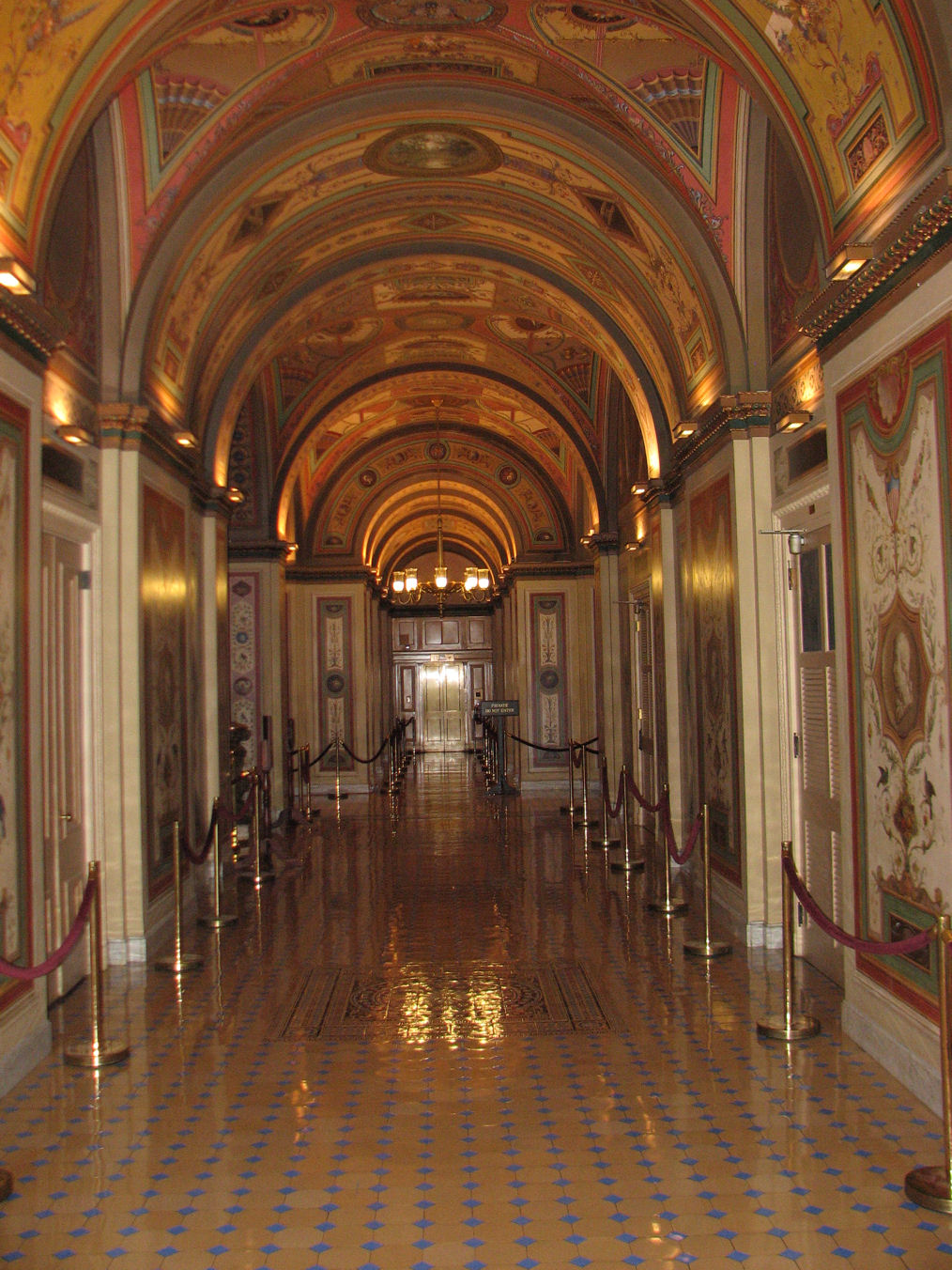
Коридор Брумиди обращен на запад.

Украшения в северном коридоре включают красочных попугаев и трофеи на стенах возле лифта. Рядом с лестницами в обоих концах коридора есть пилястры, украшенные белками и мышами. Вдоль стен нарисованы монохромные медальонные портреты лидеров Войны за независимость (Дэниел Морган, Джонатан Трамбулл, Горацио Гейтс, Исраэль Патнэм, Томас Миффлин, Сайлас Дин, Ричард Монтгомери, Джозеф Уоррен, Томас Джефферсон и Бенджамин Франклин). Современные изобретения, такие как самолет, были нарисованы на потолке в начале двадцатого века. Над залом S-124, который затем использовался Сенатским комитетом по территориям, Брумиди нарисовал «Уступку Луизианы», изображающую встречу Роберта Ливингстона, Джеймса Монро и Франсуа Барбе-Марбуа в 1803 году. В этой области выставлены бронзовый бюст Корделла Халла и мраморный бюст Константино Брумиди работы Джимилу Мейсона, посвященный в 1967 году.
У северного входа сохранился первоначальный темперный потолок, расписанный Эммерихом Карстенсом в 1875 году; Брумиди нарисовал портреты судей Джозефа Стори и канцлера Джеймса Кента, а также имитацию скульптурного бюста канцлера Роберта Р. Ливингстона в 1878 году. Область внизу украшена птицами; медальоны содержат сцены животных и пейзажей. Профильные портреты Эндрю Джексона, Генри Клея, Дэниела Вебстера и Адамса, возможно, Джона Куинси Адамса, отличаются по стилю и уступают по качеству; считается, что они датируются началом века. Напротив входа находится изображение Конституции США, скопированное с литографии 1924 года.
В восточном конце северного коридора, над залом S-118, занимаемым в то время сенатским комитетом по международным отношениям, Брумиди нарисовал «Подписание первого мирного договора с Великобританией». На нем изображены события 1782 года с участием Джона Адамса, Бенджамина Франклина, Джона Джея, Генри Лоренса и британского представителя Ричарда Освальда, изображение было основано на незаконченном наброске Бенджамина Уэста. На потолке изображены плуги и другие сельскохозяйственные орудия.
Комитет по патентам занимал комнату в восточной части северного коридора. Для области, известной как Патентный коридор, Брумиди создал люнеты с фресками с тремя важными изобретателями: Джоном Фитчем (работает над своей моделью парохода), Бенджамином Франклином и Робертом Фултоном. (Франклин изображен над дверью комнаты, которая на тот момент, вероятно, была предоставлена Комитету по почтовым отделениям и почтовым дорогам) На потолке трофеи искусств и наук. В этой области выставлены бронзовый бюст Корделла Халла и мраморный бюст Константино Брумиди работы Джимилу Мейсона.
Вдоль главного коридора с севера на юг расположены 14 овальных медальонов с пейзажами, вероятно, одного из немецких художников-декораторов. В южном коридоре восемь медальонов групп животных чередуются с повторяющимися красными, белыми и синими щитами. В зоне, ведущей к трапезной, находится оригинальный темперный потолок с иллюзионистскими резными орлами, сундуками и трофеями военной техники.

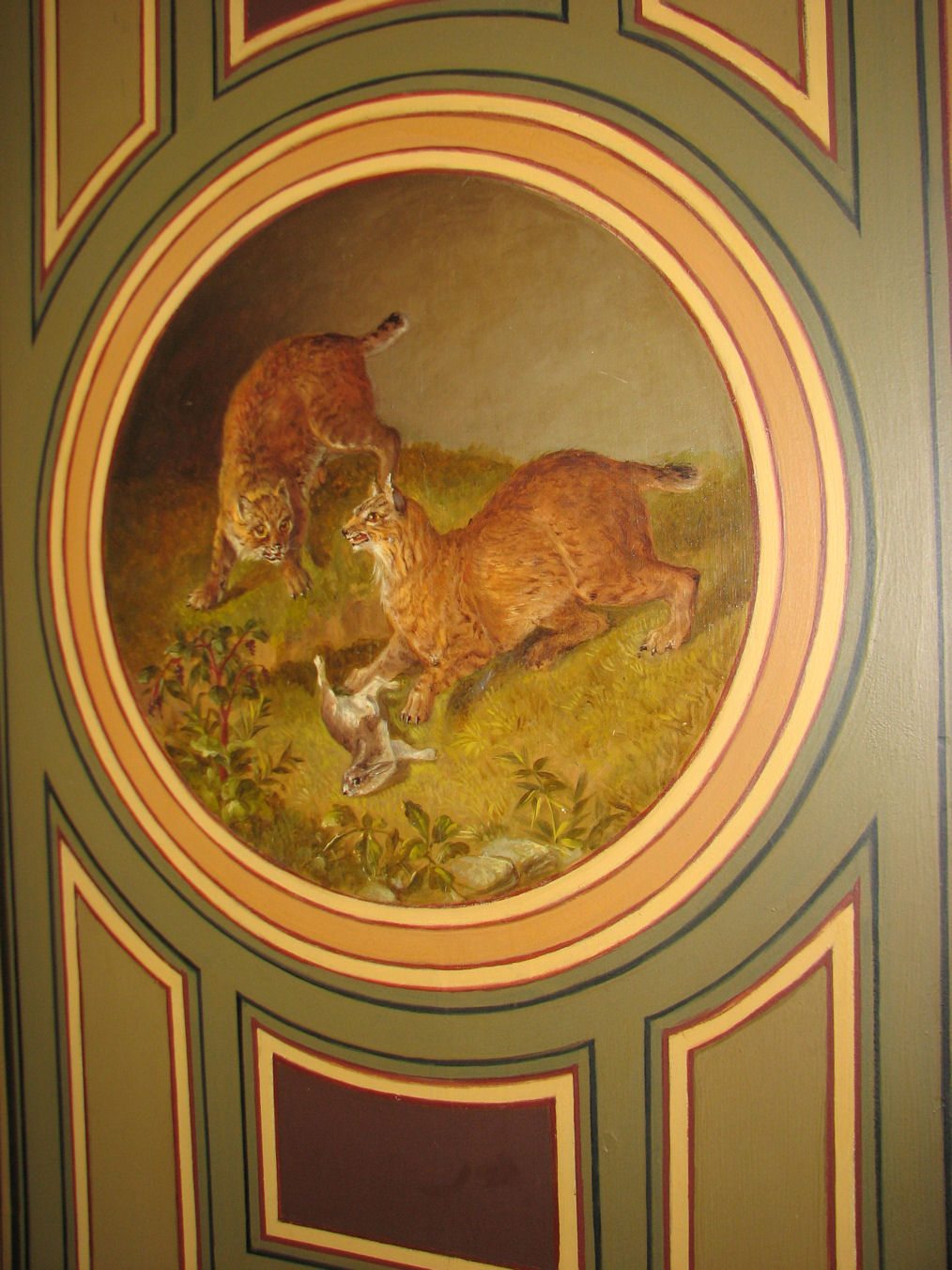
Две рыси в коридорах Брумиди.

Посетителей Капитолия давно озадачивает множество пустых овалов в коридорах. Хотя они и предназначались для картин, но они так и остались пустыми во время росписи коридоров в 1858 и 1859 годах из-за ограничений Конгресса, который настаивал на том, чтобы все произведения изобразительного искусства в Капитолии утверждались художественной комиссией. В 1870-х годах Брумиди наняли для росписи сцен во многих пустых пространствах, но его работа была ограничена нехваткой времени и средств.
Некоторые пустые места в северном коридоре были расписаны художниками поздних времен. Примерно в 1930 году неизвестный художник изобразил аэроплан братьев Райт и «Дух Сент-Луиса» Чарльза Линдберга. В 1975 году Аллин Кокс изобразил высадку на Луну. Самым последним дополнением к коридору является сцена с изображением экипажа космического корабля «Челленджер», нарисованная Чарльзом Шмидтом в 1987 году. Эти последние две сцены были нарисованы на холсте, а затем нанесены на стену.
Коридоры Брумиди всегда были местом с интенсивным потоком людей и как следствие, уязвимыми; они были впервые отремонтированы Брумиди еще в 1861 году. В 1897 году фоны настенных украшений были полностью переписаны Уильямом Дакштейном. Стены были покрыты лаком, который со временем обесцвечивается, и постепенно фон из кремово-белого превратился в желтый, а бордюры из цвета песчаника в мутно-зеленый. Фрески Брумиди также перекрашивались масляной краской, когда они становились поврежденными или потемнели от грязи. Основные кампании по ретуши и перекраске маслом фресок проводились Чарльзом Эйером Уипплом (с 1919 по 1927 год), Чарльзом Моберли (с 1921 по 1931 год) и Джорджем Б. Мэтьюзом (между 1928 и 1935 годами). В некоторых случаях эти «реставраторы» с гордостью подписывали и датировали свою работу, которая включала изменение костюмов и цветов, а также добавление собственных деталей к композиции Брумиди. В 1950-х годах стены были отретушированы, а потолки перекрашены под руководством Фрэнсиса Камберленда, Джозефа Джаколоне и его сыновей. Клифф Янг также восстановил знаки зодиака в 1980 году.

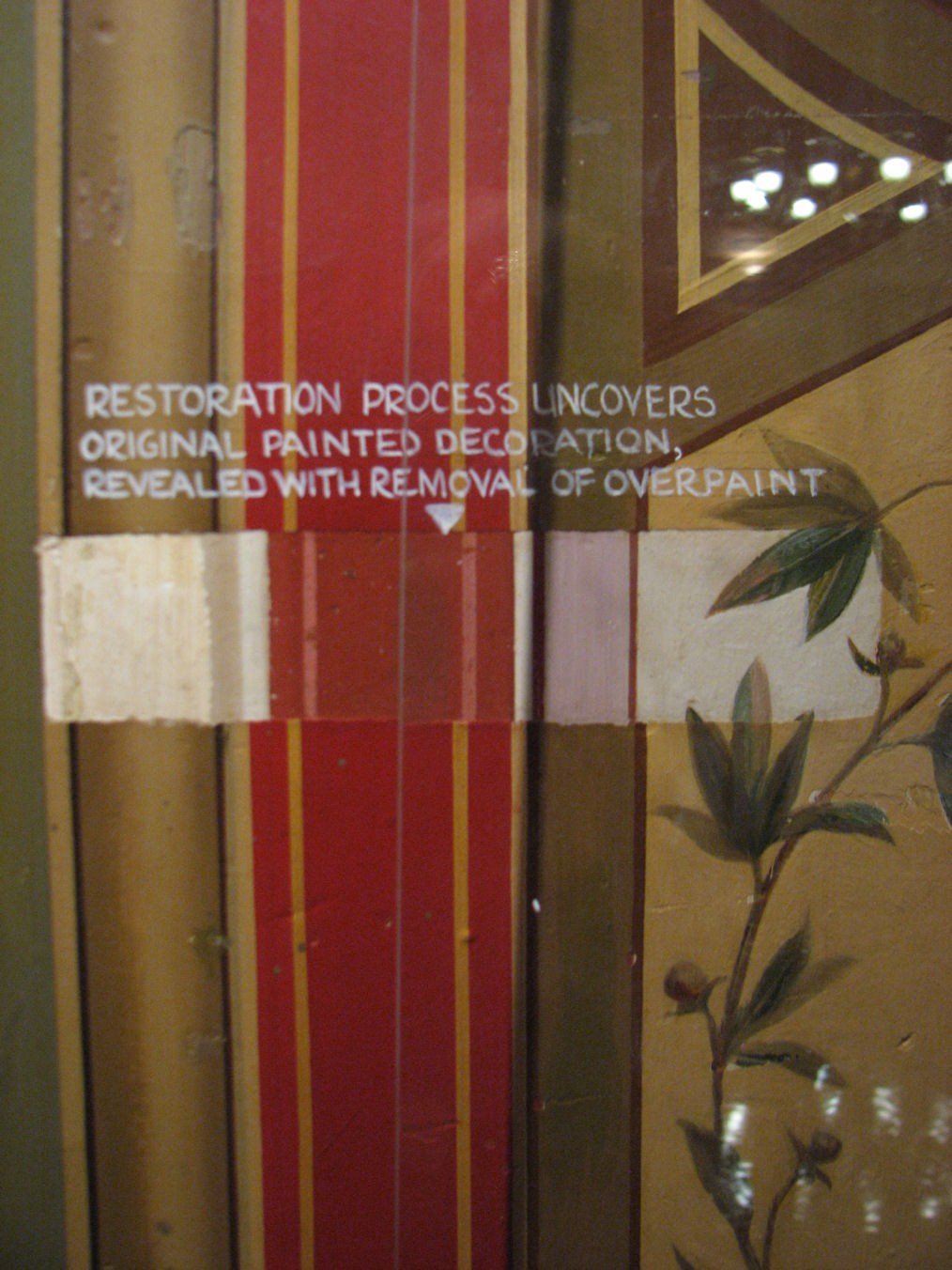
Фрагмент реставрационной выставки в коридорах Брумиди.

Между 1985 и 1995 годами фрески Брумиди были очищены и законсервированы профессиональными реставраторами, включая Бернарда Рабина, Констанс Сильвер, Кэтрин Майерс и Кристиану Каннингем-Адамс, чтобы показать их оригинальный вид. После тщательных исследований стены коридоров постепенно восстанавливают свои первоначальные цвета и детали. Экспериментальный этап начался в 1996 году. К 1999 году стенам Патентного коридора вернули вид 1850-х годов. Неустойчивая штукатурка уплотнялась для придания ей прочности, кропотливо снимались слои краски, в основном скальпелями, а недостающие детали дорисовывались. Хотя на отреставрированные фрески наносится прозрачное защитное покрытие, они чрезвычайно уязвимы для повреждений, и необходимо соблюдать осторожность, чтобы их не трогали и не ударяли. Простые границы цвета песчаника и иллюзорные тени вокруг панелей копируются, чтобы соответствовать небольшим непокрытым областям оригинала. В северном коридоре продолжается консервация фресок. По мере удаления мутной краски выявляются новые детали и точные цвета.
Богато украшенные бронзовые перила лестниц, которыми пользуются сенаторы в обоих концах северного коридора, украшены херувимами, орлами и оленями, переплетенных лиственными ринсо, которые перекликаются с украшением стен. Они были спроектированы Брумиди, созданы Эдмоном Боденом и отлиты в Филадельфии компанией Archer, Warner, Miskey & Co. в 1858 и 1859 годах. В процессе очистка и консервация в 1988 году восстановили их первоначальную античную бронзовую патину.
Полы из цветной плитки с витиеватым рисунком были изготовлены компанией Minton, Hollins & Company в Англии. Они были установлены во всех новых пристройках между 1856 и 1861 годами. Из-за красоты, долговечности и богатого рисунка была выбрана энкаустическая плитка, выполненная из инкрустации цветных глин, которые дополняют расписную отделку коридоров.